# Uniwersytet Barceloński

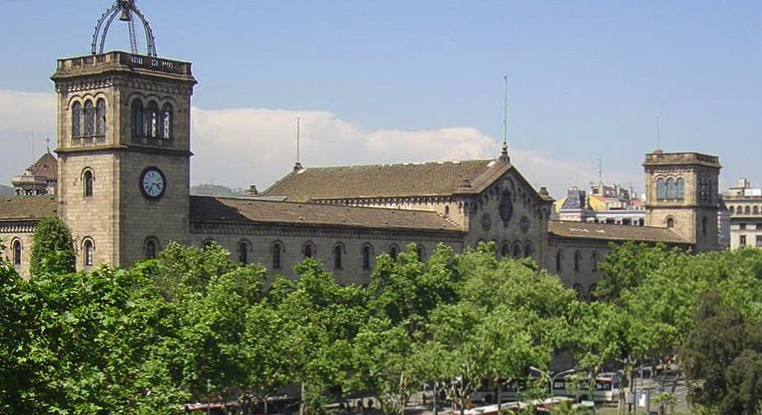
Historyczna siedziba Uniwersytetu Barcelońskiego

Uniwersytet Barceloński, UB (kat. Universitat de Barcelona) – uczelnia mieszcząca się w Barcelonie, Katalonia. Jej wydziały znajdują się w różnych częściach miasta.
Uczelnia ta wchodzi w skład Grupy Coimbra.

## Historia
Uniwersytet został utworzony na podstawie przywileju wydanego przez Alfonsa V Aragońskiego 3 listopada 1450 r. W wieku XVIII uniwersytet zmuszony został do przeprowadzenia się do Cervery. Powrócił do Barcelony w wieku XIX.